# Lorenz Jäger
Lorenz Jäger (ur. 23 września 1892 w Halle, archidiecezja Paderborn, zm. 1 kwietnia 1975 w Paderborn), niemiecki duchowny katolicki, arcybiskup Paderborn, kardynał.

## Życiorys
Studiował w Paderborn i Monachium, przyjął święcenia kapłańskie 1 kwietnia 1922 w Paderborn. Przez niemal całe życie związany z archidiecezją Paderborn, wieloletni duszpasterz; pracował także jako pedagog w szkołach katolickich w Dortmundzie i Westfalii, a podczas II wojny światowej był kapelanem w armii niemieckiej.
10 sierpnia 1941 został mianowany arcybiskupem Paderborn, konsekrowany 19 października 1941. W styczniu 1956 papież Pius XII obdarzył go godnością asystenta Tronu Papieskiego. W kolejnych latach brał udział w obradach Soboru Watykańskiego II (1962–1965) i w I sesji Światowego Synodu Biskupów w Watykanie (1967). 22 lutego 1965 papież Paweł VI wyniósł go do godności kardynała prezbitera S. Leone I.
Po ukończeniu 80 lat utracił prawo udziału w konklawe, a we wrześniu 1973 zrezygnował z rządów archidiecezją Paderborn.